# Джейкъб Зума
Джейкъб Зума (на английски: Jacob Zuma) е южноафрикански политик, бивш президент на ЮАР от 9 май 2009 г. до 14 февруари 2018 г. 

## Биография
Роден е на 12 април 1942 г. в гр. Нкланда, ЮАР. Член е на управляващата партия в страната „Африкански национален конгрес“.
През септември 2021 г. правосъдието потвърди осъждането на Яков Зума до 15 месеца затвор.